# Night club

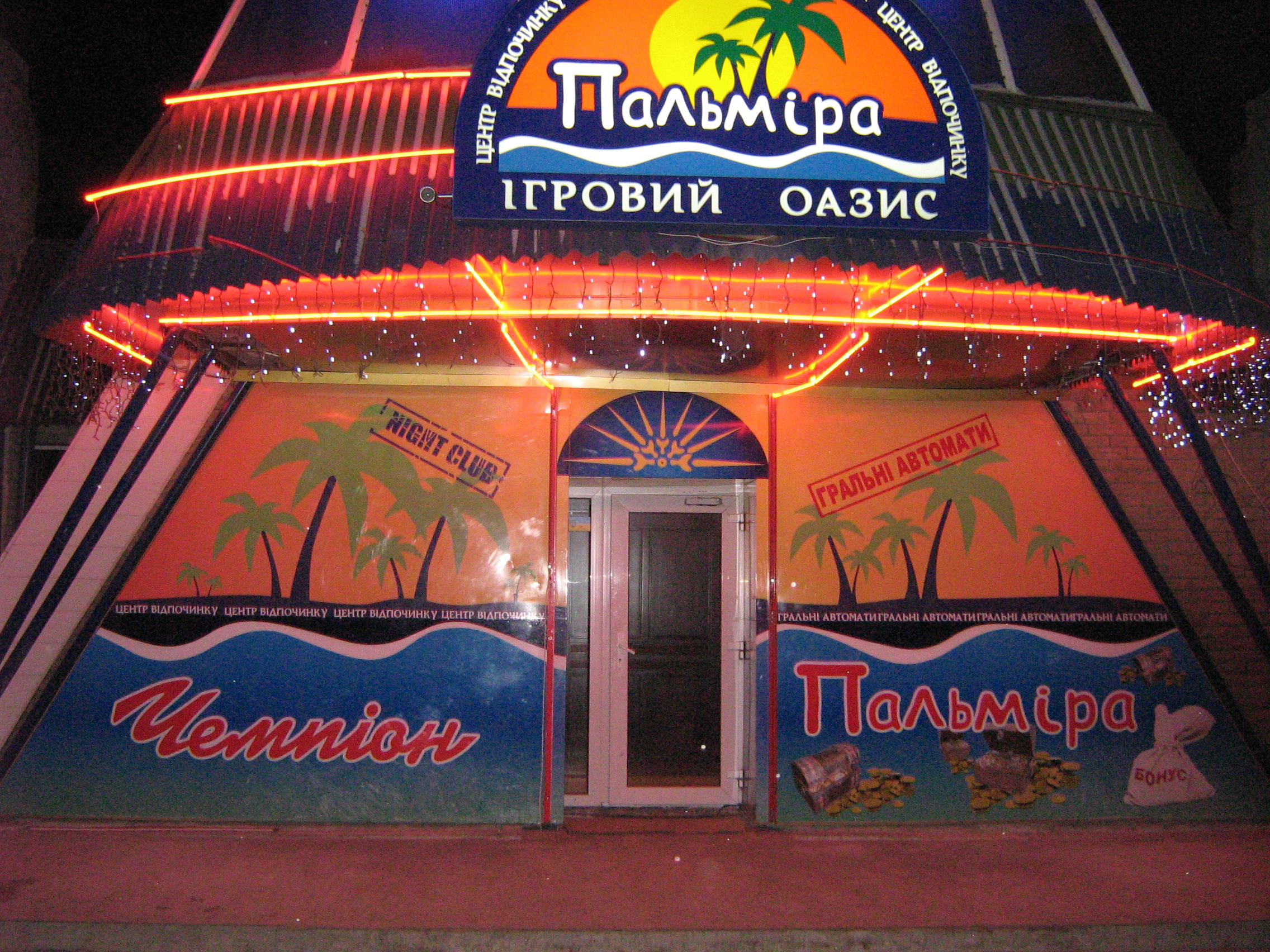
Un night club a Charkiv

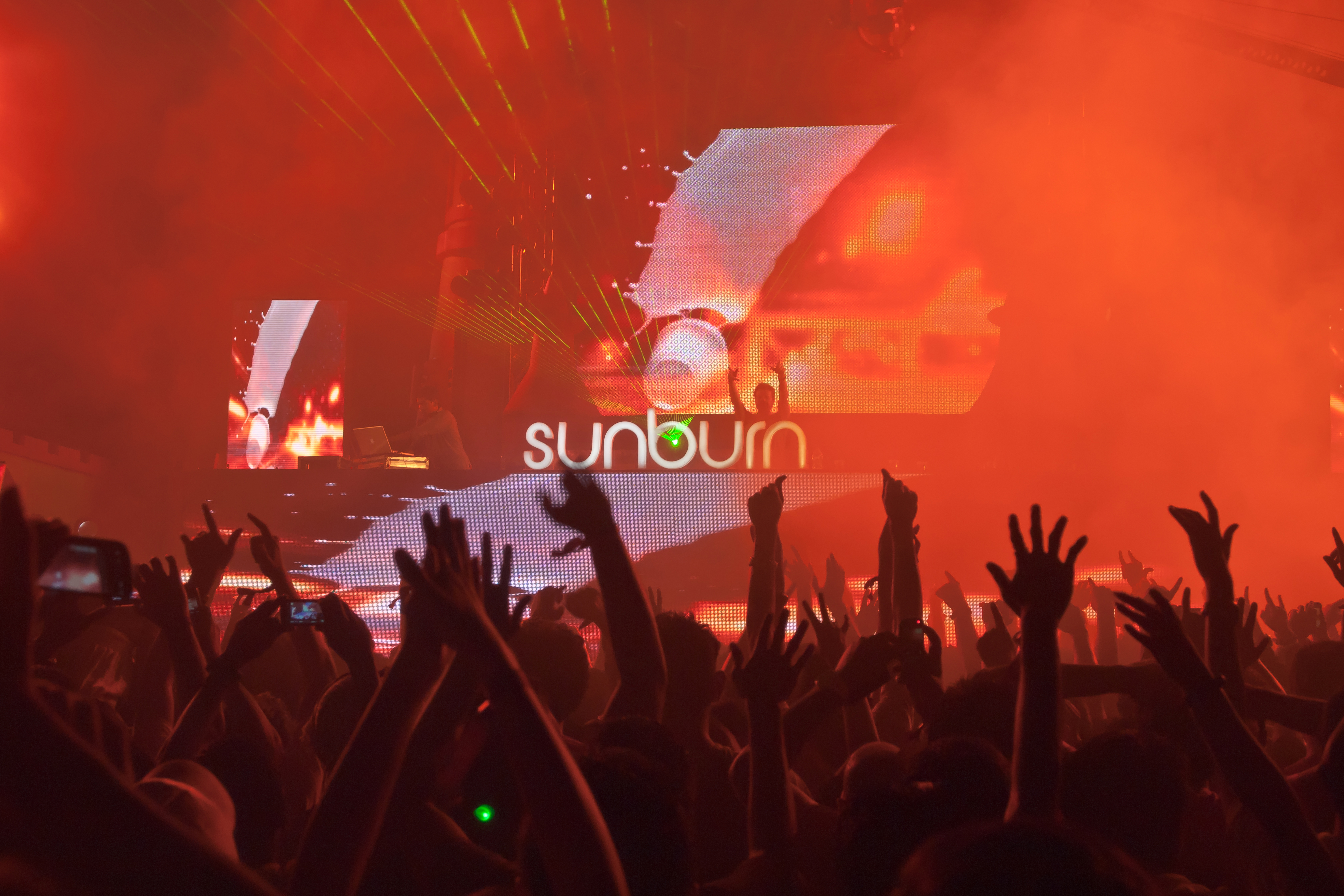
Persone che ballano nel club di Goa, in India

Il night club (traducibile in "circolo notturno" e spesso detto semplicemente club o in italiano nella forma abbreviata night) è un locale notturno caratterizzato da un'atmosfera soffusa e musica generalmente dal vivo. Solitamente vi si possono consumare bevande alcoliche ed è possibile ballare.
La differenza con i bar e i pub sta nella presenza della musica dal vivo o di un disc jockey e di una pista da ballo. Inoltre, bar e pub sono principalmente dei punti di ristoro e socializzazione, mentre i night club si concentrano più sull'intrattenimento dell'avventore. La differenza con la discoteca è più labile, tanto che in inglese i due termini sono trattati come sinonimi. Nell'accezione italiana tuttavia il night club è in genere di dimensioni inferiori rispetto alla discoteca, e dall'atmosfera più raccolta.
I generi musicali che si incontrano oggi in un locale notturno vanno dal jazz allo swing dallo smooth jazz al cool jazz dalla salsa all'house al rap, anche se alcuni momenti della serata possono essere dedicati al cosiddetto "ballo della mattonella".

## L'epoca d'oro in Italia
L'epoca d'oro dei night club in Italia risale agli anni cinquanta e continuò fino ai primi anni sessanta. In quel periodo erano spesso locali molto eleganti, con un servizio impeccabile e orchestre di prima qualità come quelle di Renato Carosone, Marino Marini, Bruno Quirinetta, Gastone Parigi, Peter Van Wood, Franco e i G5, Bruno Martino, Marino Barreto Jr., Riccardo Rauchi, (con i cantanti Sergio Endrigo e Riccardo Del Turco), Peppino di Capri, Fred Bongusto, Guido Pistocchi e molte altre. I complessi più noti avevano sempre come supporto quella che veniva chiamata "la seconda orchestra", il cui compito era di aprire e chiudere la serata e accompagnare i numeri di varietà. Le attrazioni venivano scritturate dai celebri Lido di Parigi e Folies Bergere, sempre di Parigi. Ai clienti si richiedeva un abbigliamento adeguato, lo champagne era d'obbligo e i conti alla fine della serata erano anch'essi all'altezza.

## Inight clubin Italia

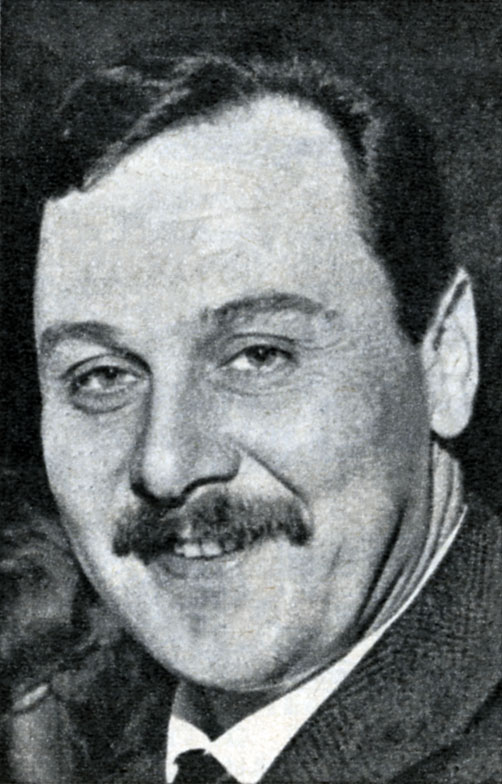
Riccardo Rauchi nel 1957

Fred Buscaglione

Erano le formazioni italiane di night-club, dirette da capi-orchestra che si chiamavano Bruno Quirinetta, Armando Zingone, Renato Carosone, Marino Marini, Riccardo Rauchi, Fred Buscaglione, Bruno Martino e tanti altri ancora.»
Dal 1946 al 1964 i night club offrivano un genere di intrattenimento che affascinò la borghesia negli anni del boom economico e rappresentarono una stagione irripetibile di risorse artistiche, sia musicali che di varietà sino alla fine degli anni settanta. Poi verso i primi anni ottanta questo tipo di locali iniziò a scomparire.
I più rinomati erano:
- Roma: 84 da Oliviero, Rupe Tarpea, Belvedere delle Rose (estivo della Rupe Tarpea), Il Pipistrello, Il Capriccio, Cabala, Open Gate, L'Angolo di Roma, Crazy club, Casina delle Rose, Grotte del Piccione, Taverna degli Artisti, West Side, Samovar, La Risacca (Corsetti).
- Milano: Astoria, Porta d'Oro, The Club, El Maroco, Le Roi, Maxim's, Caprice.
- Napoli: Shaker, Lloyd, Miramare, Trocadero.
- Ischia: Rangio Fellone, Il Rosso e il Nero.
- Capri: Il Pipistrello, Il Gatto Bianco, Cagliostro, Number Two.
- Firenze: No Limit Calenzano, River Club, Chez Moi, Il Pozzo di Beatrice, Opengate.
- Pontedera: Charme.
- Sondrio: Astoria.
- Viareggio: Caprice, Principe di Piemonte.
- Marina di Pietrasanta: La Bussola, Carillon.
- Forte dei Marmi: La Capannina, La Caravella.
- Fidenza-Ponte Gambino: Baby Club.
- Ronchi (Massa): Oliviero.
- Torino: L'Arlecchino, Le Roi, Chatham Bar, Moulin Rouge, Perroquet, Columbia.
- Genova: La Caravella d'oro, Orchidea, Moulin Rouge, Caprice.
- Paraggi (GE): Il Carillon.
- Santa Margherita Ligure: Barracuda, Covo di Nord-Est.
- Parma: Rouge et Noir.
- Alassio: La Villa Romana, La Capannina.
- Sanremo: Night-Club del Casinò.
- Rimini: Embassy, Lady Godiva.
- Riccione: Savioli, Vallechiara.
- Venezia: Martini Scala, Lido del Casinò, La Perla.
- Cortina d'Ampezzo: Cristallino.
- Padenghe sul Garda: La Cascinetta.
- Monterchi (Ar): Il Dollaro